# Lekkoatletyka na Letnich Igrzyskach Olimpijskich 1932 – bieg na 80 m przez płotki kobiet

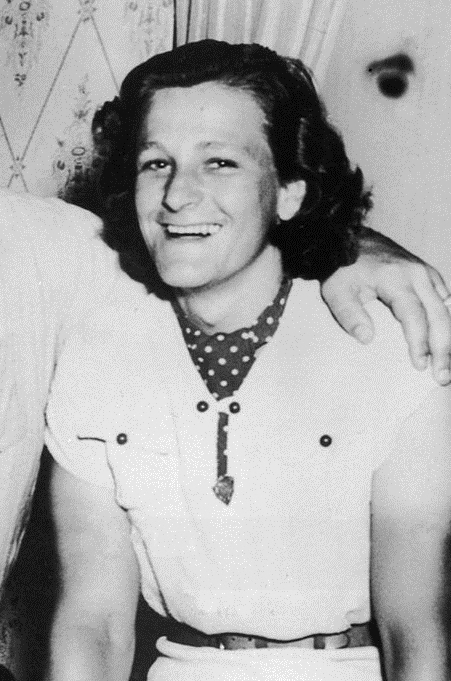
Mildred Didrikson

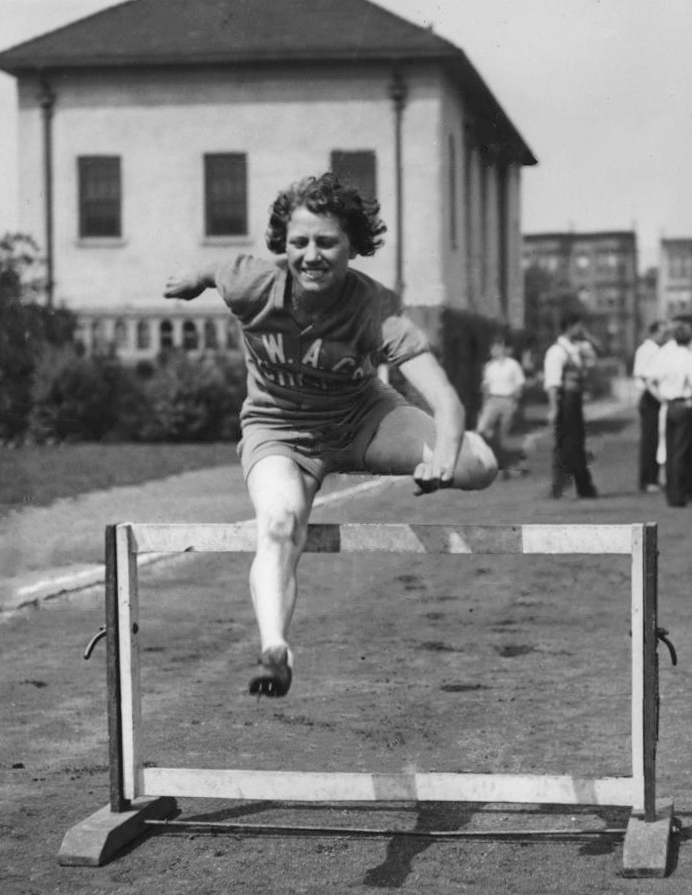
Evelyne Hall

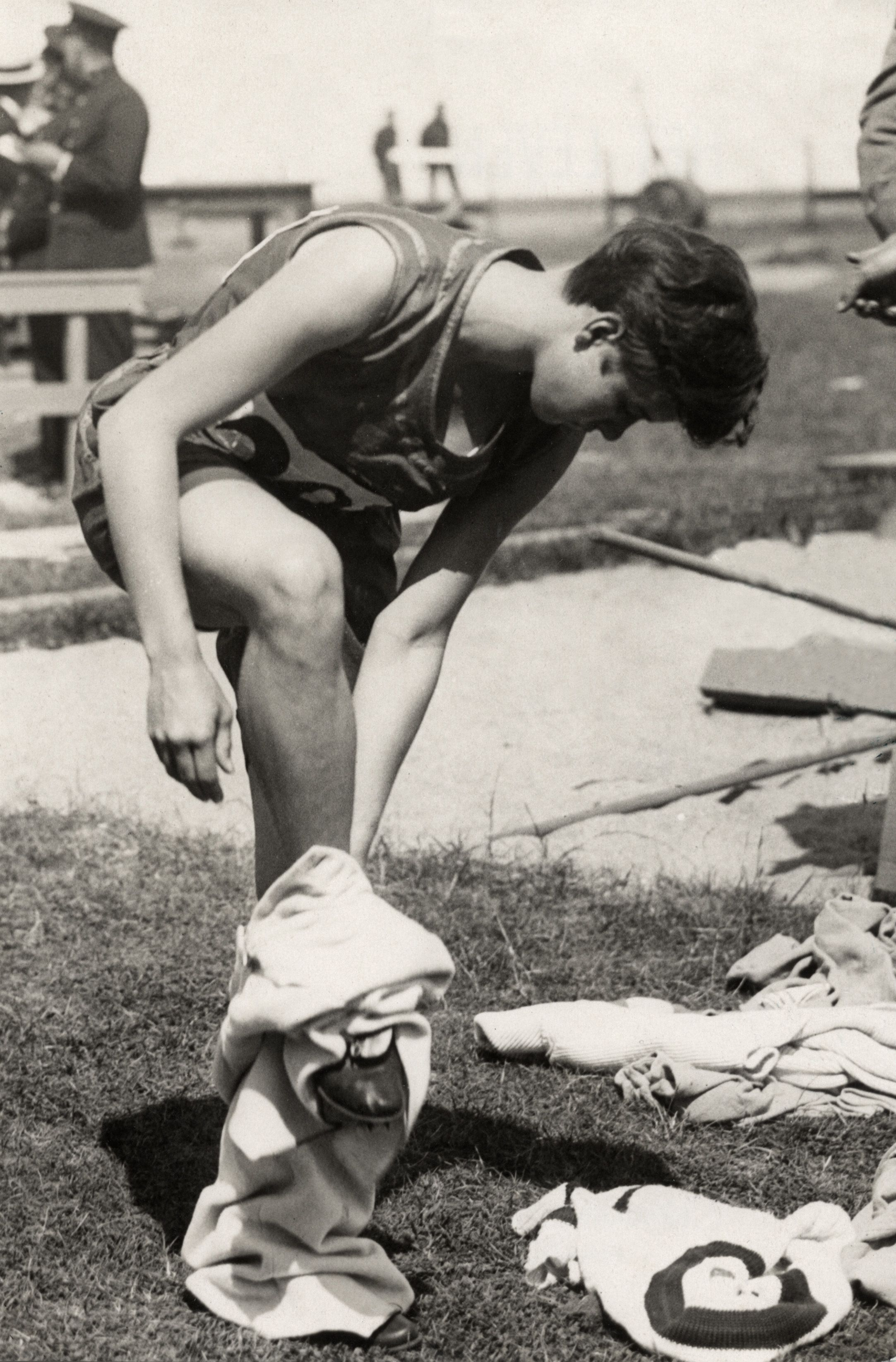
Marjorie Clark

Bieg na 80 metrów przez płotki kobiet był jedną z konkurencji lekkoatletycznych rozgrywanych podczas X Letnich Igrzysk Olimpijskich. Zawody odbyły się w dniach 3–4 sierpnia 1932 roku na Los Angeles Memorial Coliseum w Los Angeles. Wystartowało 9 zawodniczek z 6 krajów. Konkurencja ta była rozgrywana po raz pierwszy na igrzyskach olimpijskich.

## Rekordy
|               | Zawodniczka    | Wynik | Miejsce          | Data                 |
| ------------- | -------------- | ----- | ---------------- | -------------------- |
| Rekord świata | Marjorie Clark | 11,8  | Pietermaritzburg | 2 kwietnia 1931(dts) |
| Rekord świata | Roxanne Atkins | 11,8  | Hamilton         | 6 czerwca 1932(dts)  |
| Rekord świata | Anne O’Brien   | 11,8  | Pasadena         | 19 czerwca 1932(dts) |
| Rekord świata | Evelyne Hall   | 11,8  | Evanston         | 6 lipca 1932(dts)    |

## Terminarz
| Data            | Czas       |       |
| --------------- | ---------- | ----- |
| 3 sierpnia 1932 | Eliminacje | 15:00 |
| 4 sierpnia 1932 | Finał      | 16:30 |

## Wyniki

### Eliminacje
Trzy najlepsze zawodniczki z każdego biegu kwalifikowały się do finału.

#### Bieg 1
| Pozycja | Zawodniczka       | Państwo           | Czas | Uwagi |
| ------- | ----------------- | ----------------- | ---- | ----- |
| 1.      | Mildred Didrikson | Stany Zjednoczone | 11,8 | Q =   |
| 2.      | Simone Schaller   | Stany Zjednoczone | 11,8 | Q =   |
| 3.      | Marjorie Clark    | Południowa Afryka | 11,9 | Q     |
| 4.      | Elizabeth Taylor  | Kanada            | 12,0 |       |
| -       | Michi Nakanishi   | Japonia           | DNF  | DNF   |

#### Bieg 2
| Pozycja | Zawodniczka        | Państwo           | Czas | Uwagi |
| ------- | ------------------ | ----------------- | ---- | ----- |
| 1.      | Evelyne Hall       | Stany Zjednoczone | 12,0 | Q     |
| 2.      | Violet Webb        | Wielka Brytania   | 12,1 | Q     |
| 3.      | Alda Wilson        | Kanada            | 12,1 | Q     |
| 4.      | Felicja Schabińska | Polska            | 12,8 |       |

### Finał
| Pozycja | Zawodniczka       | Państwo           | Czas | Uwagi |
| ------- | ----------------- | ----------------- | ---- | ----- |
| 1.      | Mildred Didrikson | Stany Zjednoczone | 11,7 | [ 2 ] |
| 2.      | Evelyne Hall      | Stany Zjednoczone | 11,7 | WR    |
| 3.      | Marjorie Clark    | Południowa Afryka | 11,8 |       |
| 4.      | Simone Schaller   | Stany Zjednoczone | 11,8 |       |
| 5.      | Violet Webb       | Wielka Brytania   | 11,9 | [ 3 ] |
| 6.      | Alda Wilson       | Kanada            | 12,0 |       |